# Libertà (divisione amministrativa)
Una libertà era un'unità amministrativa inglese nata nel Medioevo, tradizionalmente definita come un'area in cui il diritto regale era revocato e dove la terra era posseduta da un mesne lord (cioè un'area in cui i diritti riservati al re erano stati devoluti in mani private). Successivamente divenne un'unità di amministrazione di governo locale.
Le libertà erano aree di estensione molto variabile che erano indipendenti dal consueto sistema di centene e borough per una serie di ragioni diverse, solitamente legate alle peculiarità del possesso fondiario. A causa della loro natura di possesso invece che geografica, le aree coperte dalle libertà potevano essere ampiamente sparse in una contea o limitate a un'area più piccola di una singola parrocchia: un esempio della prima è libertà di Fordington, e della seconda, la libertà di Waybayhouse, entrambe nel Dorset.
Nell'Inghilterra settentrionale, la libertà della Foresta di Bowland era una delle configurazioni di possesso più grandi che comprendeva circa dieci manieri, otto distretti e quattro parrocchie sotto l'influenza di un unico signore feudale, il Lord of Bowland, il cui titolo consuetudinario era Lord of the Fells (Lord delle Colline). Fino alla legge di abolizione del possesso del 1660, tali signori erano considerati signori supremi.
La legislazione approvata nel 1836 pose fine alla giurisdizione temporale dell'arcivescovo di York e del vescovo di Ely in diverse libertà, mentre la legge sulle libertà del 1850 permise la fusione delle libertà nelle loro contee. Nel 1867 ne rimanevano solo una manciata: Ely, Havering-atte-Bower, St Albans, Peterborough, Ripon e Haverfordwest. St Albans venne successivamente unita alla contea dell'Hertfordshire nel 1875.
La legge sul governo locale del 1888 portò alla fine delle giurisdizioni speciali dall'aprile 1889: l'Isola di Ely e Soke di Peterborough divennero contee amministrative, mentre le tre libertà rimanenti furono unite alle contee circostanti.

## Inner e Middle Temple
L'Inner Temple e il Middle Temple, che occupano un'area di Londra conosciuta come The Temple, si descrivono come libertà basate su lettere patenti del 1608 e ancora ogi mantengono un ampio grado di indipendenza. Sono aree al di fuori di una parrocchia ecclesiastica o civile, storicamente non governate dalla Corporazione della Città di Londra e oggi sono considerate autorità locali per la maggior parte degli scopi.
Esse sono anche fuori dalla giurisdizione ecclesiastica del vescovo di Londra. Geograficamente ricadono entro i confini della City di Londra, ma possono essere pensate come enclavi indipendenti.
Le funzioni di governo locale dell'Inner e del Middle Temple sono assegnate dal Temples Order 1971 il quale prevede che i sotto-tesorieri dei Temple possano esercitare qualsiasi funzione di un borgo di Londra. Le eccezioni includono varie questioni legate all'edilizia abitativa, alla pianificazione, al benessere pubblico e alla salute; l'effetto è solitamente quello di indirizzare tali poteri o responsabilità al Consiglio comune della città di Londra. La polizia della città di Londra sorveglia i Temple dal 1857 per consenso invece che per imposizione.

## Altri usi
Il termine "libertà" fu usato in Irlanda dopo la conquista normanna.
In Inghilterra, il termine "libertà" veniva usato anche per indicare un'area delimitata nelle vicinanze di una prigione in cui i detenuti potevano vivere dietro regolare pagamento di una retta. Gli esempi includono la Libertà della Fleet Prison in città e le Regole della prigione dell'assise del re a Southwark.